# حسن محبوب
حسن محبوب (انگلیسی: Hasan Mahboob؛ زادهٔ ۳۱ دسامبر ۱۹۸۱) دونده دو استقامت کنیایی‌تبار اهل بحرین است.
وی در مسابقات کشوری و بین‌المللی در مجموع برندهٔ ۱ مدال طلا، ۱ مدال برنز شده‌است.